# Židovský hřbitov v Kostelci nad Labem
Židovský hřbitov leží 300 m západně od centra města Kostelec nad Labem v Neratovické ulici. Od roku 2008 je chráněn jako kulturní památka České republiky.

## Historie a popis
Hřbitov byl založen v roce 1594 a je tak jedním z nejstarších v České republice. Nejstarší náhrobky nicméně pochází až ze druhé poloviny 19. století, protože starší byly zničeny či použity ke stavbě po druhé světové válce a v 80. letech 20. století. Hřbitov byl několikrát rozšířen, ale jeho užívání se po třicetileté válce údajně zastavilo a bylo znovu obnoveno až kolem roku 1850. Poslední obřad zde proběhl v roce 1948.
Do areálu hřbitova vedl jediný přístup přes bývalou obřadní síň a dům pohřebního bratrstva čp. 45, který byl prodán do soukromého vlastnictví. Když začal být hřbitov na začátku nového milénia rekonstruován, musela být především zbořena část obvodové zdi v Neratovické ulici a vybudována nová kovaná brána.
Do dnešní doby se v areálu o ploše přes 1700 m² dochovalo kolem tří set náhrobků.

## Současnost
Od roku 1999 má areál v péči Židovská obec v Praze.
Hřbitov je uzamčen, ale klíč si lze vypůjčit díky u brány uvedenému telefonnímu kontaktu.

## Další židovské památky ve městě
Ve městě stávala ve stejné ulici od roku 1869 synagoga přestavěná ze sýpky, roku 1952 však byla zbořena a na jejím místě byl zbudován dosud existující park. V místech, kde synagoga stávala, byl umístěn památník. Starší synagoga ze 17. století zanikla ještě před rokem 1800.